# Fritz Schösser

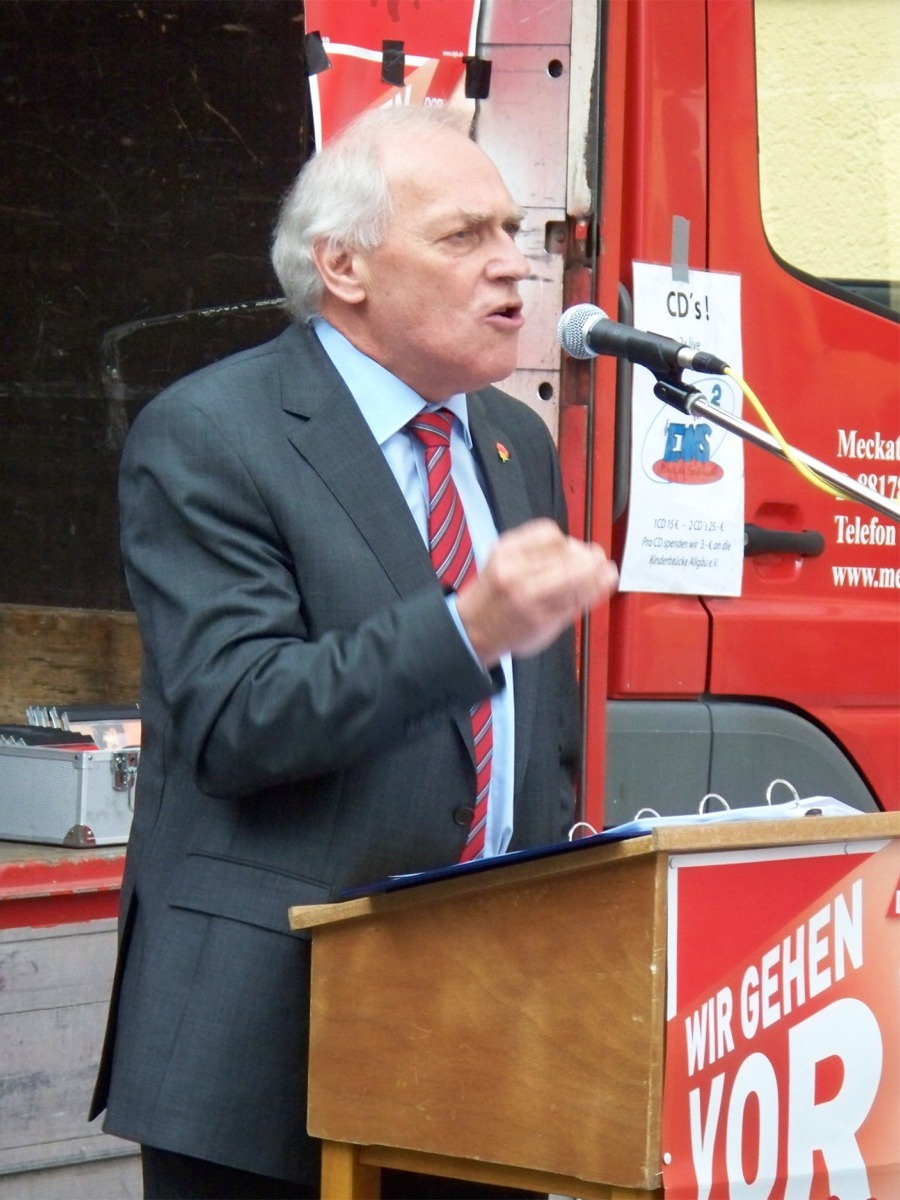
Fritz Schösser bei einer Maikundgebung des DGB in Kempten am 1. Mai 2010

Fritz Schösser (* 24. Juni 1947 in Töging am Inn; † 28. Mai 2019 in München) war ein deutscher Bundestagsabgeordneter von 1998 bis 2005 der bayerischen SPD. Zudem war Schösser von 1990 bis zum 12. Februar 2010 Vorsitzender des DGB-Bezirkes Bayern. Im Deutschen Bundestag war Fritz Schösser Mitglied im Ausschuss für Gesundheit und Soziale Sicherung. Schösser war verheiratet und hatte zwei Kinder.
Nach der mittleren Reife absolvierte Schösser eine Ausbildung zum Industriekaufmann.

## Politische Karriere
- 1992–1994 Mitglied des Bayerischen Senats
- 1994–1998 SPD-Landtagsabgeordneter in Bayern
- 1998–2005 Mitglied des Deutschen Bundestages

Bei den Wahlen zum 16. Deutschen Bundestag trat Schösser nicht mehr an.

## Positionen
Für Schösser war der Nazismus eng mit dem konservativen Bürgertum verwoben. Das galt in seinen Augen für den aktuellen Neonazismus genauso wie für den historischen Nationalsozialismus: „Die ebenso verbreitete wie trügerische Hoffnung, der Nazismus sei ein für allemal erledigt, fußt nicht selten auf einer völligen Fehleinschätzung des Nationalsozialismus [...] Das deutsche Bürgertum, konservative Parteien und bürgerliche Wissenschaftler sehen im »Dritten Reich« einen historischen Betriebsunfall. Sie tun so, als ob 1933 ein paar braune Verbrecher von einem fremden Stern bei uns gelandet wären [...] Demgegenüber stellen wir nüchtern fest: Der Nationalsozialismus schlägt tiefe Wurzeln in der deutschen Geschichte des 19. und 20. Jahrhunderts. Er war lange Zeit historisch programmiert. Er wuchs mit jahrzehntelanger Zustimmung, nicht nur Duldung, des deutschen Bürgertums, gefördert von Großindustrie und Hochfinanz, gebilligt von wesentlichen Teilen der Amtskirchen.“ Das Bürgertum, „der sogenannte Mittelstand“, und die „Magnaten des großen Geldes fürchteten den Ansturm der Arbeitermassen auf Besitz und Eigentum und finanzierten einen starken Mann, der die Arbeitermassen binden konnte.“

## Wirken außerhalb der Politik
Fritz Schösser war in diversen Organisationen und Selbstverwaltungsorganen aktiv, beispielsweise:
- Alternierender Vorsitzender des Aufsichtsrates des AOK-Bundesverbandes
- Mitglied des Verwaltungsrates im Spitzenverband der gesetzlichen Krankenversicherung (GKV SV)

Als Vertreter der sozialpartnerschaftlichen Grundidee engagierte sich Schösser lange Zeit in der Selbstverwaltung der gesetzlichen Krankenversicherung in Deutschland. Bereits 2003 trat er sein Amt als alternierender Verwaltungsratsvorsitzender des AOK-Bundesverbandes an. Ab 2009 wurde er, nach einem Wandel der Rechtsform des AOK-Bundesverbandes, zum alternierenden Vorsitzenden des Aufsichtsrates gewählt. Zudem vertrat er zwischen 1993 und 2016 als Vorsitzender der AOK Bayern die Interessen der GKV-Versicherten.
In Schössers aktiver AOK-Zeit gab es weitreichende Veränderungen, die die AOK-Gemeinschaft sowie die Gesetzliche Krankenversicherung spürbar verändert haben. Unter anderem verlegte der AOK-Bundesverband im Jahr 2008 seinen Hauptsitz von Bonn nach Berlin und wurde zu einer Gesellschaft bürgerlichen Rechts umgewandelt. In dieser Zeit entstand auch der GKV-Spitzenverband. Nach 16 Jahren an der Spitze der Selbstverwaltung zog sich Fritz Schösser 2017 aus seinen Ämtern zurück.
Der AOK-Bundesverband lobt im Gedenken an die Persönlichkeit und das Lebenswerk von Fritz Schösser alle zwei Jahre den Fritz-Schösser-Medienpreis aus. Premiere feierte die Auszeichnung im Jahr 2020. Mit dem Preis möchte der AOK-Bundesverband das Verständnis von gesundheitspolitisch komplexen Sachverhalten in der Öffentlichkeit stärken. Der Medienpreis ist mit insgesamt 20.000 Euro dotiert.

## Auszeichnungen
- 2005: Großes Goldenes Ehrenzeichen mit dem Stern für Verdienste um die Republik Österreich[7]
- 2010: Bayerische Verfassungsmedaille in Gold
- Bayerischer Verdienstorden
- Bundesverdienstkreuz 1. Klasse